# 唐津湊テレビ中継局
唐津湊テレビ中継局（からつみなとテレビちゅうけいきょく）は、佐賀県唐津市に置かれているテレビ中継局である。

## 概要
- 当中継局は、唐津市内に置かれ、同市内の一部へ電波を発射している。

## 施設概要

### 地上デジタルテレビ放送
| リモコンキーID | 放送局名          | 物理チャンネル | 空中線電力 | ERP    | 放送対象地域 | 放送区域内世帯数 |
| 1              | NHK佐賀総合テレビ | 14ch           | 50mW       | 290mW  | 佐賀県       | 651世帯          |
| 2              | NHK佐賀教育テレビ | 17ch           | 50mW       | 290mW  | 全国         | 651世帯          |
| 3              | stsサガテレビ     | 非該当         | 非該当     | 非該当 | 非該当       | 非該当           |

- 2010年（平成22年）11月12日に予備免許交付、11月16日から試験放送開始、11月29日に本免許交付、12月6日から本放送開始。
- 出力についてはアナログ中継局の5%となるため、事実上の減力となる。
- 参考リンク(総務省九州総合通信局・PDFファイル) （日本語）
- 唐津湊デジタル中継局の概要(総務省九州総合通信局・PDFファイル) （日本語）

### 地上アナログテレビ放送
| 放送局名          | チャンネル | 空中線電力        | ERP                 | 放送対象地域 | 放送区域内世帯数 |
| stsサガテレビ     | 48ch       | 映像1W /音声250mW | 映像4.9W /音声1.2W  | 佐賀県       | 約-世帯          |
| NHK佐賀総合テレビ | 54ch       | 映像1W /音声250mW | 映像3.8W /音声950mW | 佐賀県       | 約-世帯          |
| NHK佐賀教育テレビ | 58ch       | 映像1W /音声250mW | 映像3.8W /音声950mW | 全国         | 約-世帯          |

- 1974年（昭和49年）7月31日　NHK開局
- 1992年（平成4年）3月18日に開局[1]し、2011年（平成23年）7月24日で廃局。

## 置局住所

### デジタル
- NHK…唐津市湊町字志坂の志坂台地

### アナログ
- NHK…唐津市湊町字志坂の志坂台地
- sts…唐津市神集島字長ミノウ974-94